# Асуэла, Мариано
Мариа́но Асуэ́ла Гонса́лес (исп. Mariano Azuela González; 1 января 1873, Лагос-де-Морено, штат Халиско, Мексика — 1 марта 1952, Мехико) — мексиканский врач, литературный критик, писатель

 и политик.

## Биография
Родился в семье мелкого землевладельца. Обучался хирургии в Гвадалахаре. Начал писать во время диктатуры Порфирио Диаса. Мариано Асуэла получил известность за свои рассказы, написанные в эпоху мексиканской революции 1910 года.
На протяжении своей литературной карьеры он добился признания, как драматург, литературный критик, автор рассказов. Его первым романом была «Мария Луиса», затем он опубликовал «Андрес Перес — мадерист» (1911). После свержения диктатуры он стал мэром родного города, но отказался от этого поста, видя как старая элита, притворяясь революционерами, возвращается к власти — этой теме и посвящён роман «Андрес Перес — мадерист». После падения режима президента Франсиско Мадеро, Асуэла примкнул к революционным силам Панчо Вильи в качестве военного врача. После разгрома Вильи Асуэла попадает в Эль-Пасо, штат Техас, где начинает книгу «Те, кто внизу» (1915), первый роман о мексиканской революции, принёсший ему популярность. «Те, кто внизу» публикуется в газете Эль-Пасо в 1916 году, однако известность роман получит только в 1927 году.
В 1917 году Асуэла переехал в Мехико, где продолжил творчество и работал в качестве врача среди бедных слоев населения. В 1942 году он получил мексиканскую Национальную премию по литературе. 8 апреля 1943 года Мариано Асуэла стал одним из членов-основателей в мексиканском Национальном колледже и в 1949 году получил Национальную премию искусств и наук. Он умер в Мехико 1 марта 1952 года и был погребён в Ротонде выдающихся людей.

## Творчество
В своём творчестве Мариано Асуэла старался лишь фиксировать окружающую его реальность «без изменений и стилизации». При изображении героев он избегал психологического анализа, раскрывая их характеры в действии и диалоге. Валери Ларбо характеризует манеру Асуэлы следующим образом: «Писатель не подвергает оценке поступки персонажей, не проникает в их сущность, никогда не говорит, о чём они думают и что мы должны думать о них. Его главная цель — дать нам возможность увидеть их такими, как они есть». Асуэла начал творческий путь с обличения политических и социальных пороков, однако на закате своих дней писатель пришёл к отрицанию всех сторон жизни, к пессимистическому взгляду на мир в целом.
Один из первых романов Асуэлы — «Бурьян» (исп. Mala yerba), опубликованный в 1909 году, — за год до революции. Этот роман строится на противоборстве помещика Хулиана Андраде и крестьянина Хертрудиса, влюблённых в одну и ту же девушку. Их борьба оканчивается поединком. В «Бурьяне» впервые в мексиканском романе с симпатией и сочувствием изображается судьба крестьянства.
В 1915 году Асуэла пишет роман «Те, кто внизу». Главный герой этого произведения — вожак крестьянского повстанческого отряда Деметрио Масиас. Роман состоит из трёх частей, первая из которых повествует о причинах побудивших героев присоединиться к революции, во второй части находят отражение политические манипуляции, приведшие к разделению революционных сил, а также бессмысленная жестокость и мародёрство, сопровождающие военные столкновения. Последняя часть описывает гибель остатков отряда Деметрио. Будучи не в силах остановить окружающее его насилие, Деметрио отвечает на вопрос своей жены о том, почему продолжает войну, бросая в каньон камень и произнося ставшую известной фразу: «Посмотри на этот камень — он продолжает катиться» (исп. Mira esa piedra como ya no se para). В романе отражены с одной стороны мужество крестьянства и его самопожертвование, а с другой — его духовное убожество и варварская жестокость. В книге почти отсутствует описание места действия. В романе нет почти ни одной статичной сцены или диалога. Всё это усиливает динамичность романа. Негативно изображается в романе интеллигенция. Один из героев — студент-медик, примкнувший к партизанам — Луис Сервантес — произносит высокопарные речи о революции, а между тем подбирает драгоценности в разграбленных домах и покидает отряд, когда надвигается опасность.
Те, кто в ту пору отсиживался в кабинетах, могли позволить себе роскошь сохранять душевное спокойствие и интеллектуальную прозорливость, возвышаясь над мелкими частными событиями, в которых клубком сцепились преступления, слезы, кровь, скорбь и отчаяние, и спокойно созерцать чистый мрамор революции, триумфально возвышающийся над грязью, в которую её ввергли преступления. А для многих тысяч революционеров — образ революции был окрашен в красный цвет скорби и черный цвет ненависти. Нас были миллионы, и для этих миллионов «Те, кто внизу» — роман о революции — останется правдивым произведением, ибо такова была наша правда.
В середине 20-х гг. Асуэла меняет реалистический стиль на попытку изображения героев изнутри модернистскими средствами. Три его романа — «Злодейка» (исп. La malhora, 1923), «Возмездие» (исп. El desquite, 1925), «Свелячок» (исп. La luciernaga, 1926—1932) — написанные в этот период, называются в критике «герметическими» или «эстридентистскими». Герои этих книг несколько удалены от социальных конфликтов, а основной акцент сделан на их внутреннем мире, не лишённом некоторой болезненности. Профессия врача, практикующего в одном из бедняцких кварталов, сталкивала Асуэлу с людьми в моменты физических и нравственных страданий: алкоголики, шизофреники, проститутки, люди с искалеченной психикой — жизнь предстаёт в этих романах как бессмысленный хаос. Только в «Светлячке» появляется героиня, по выражению В. Н. Кутейщиковой, «несущая свет добра и милосердия». В этом же романе проявляются антиурбанистические тенденции в литературе Асуэлы — жестокий город поглощает и уничтожает наивных провинциалов.
«Светлячок» привлёк внимание критики, сравнимое с интересом к «Те, кто внизу», однако он оставил равнодушными широкие массы читателей. Поэтому Асуэла, считая себя народным писателем, вернулся к реалистическому изображению жизни. Роман «Товарищ Пантоха» (исп. El camarada Pantoja, 1937) описывает разложение низшего слоя бюрократии — выходцев из среды пролетариата. Главный герой предоставляет убежище одному из генералов режима Обрегона-Кальеса, за что в награду получает должность в полиции, становясь впоследствии депутатом парламента и временным губернатором штата Сакатекас. При этом Пантоха способен ради власти на любые преступления, даже убийство.
Чувство разочарования результатами революции помешало Асуэле наделить своих персонажей убедительностью, исключая из его внимания сложность политических и нравственных проблем. Действующие лица романа подобны марионеткам. Это дало повод для обвинения писателя в реакционизме и очернительстве. В ответ на эти упрёки Асуэла замечал, что «правда имеет тысячи граней, и один человек едва может воплотить хотя бы то, что он видит перед собой. Таким образом, даже не половину правды, а лишь малую её часть я хотел представить с наибольшей честностью и достоверностью».
В романе «Сан-Габриэль де Вальдивиас» (исп. San Gabriel de Valdivias, 1938) Асуэла в первый и последний раз обращается к проблеме индейцев. При этом писатель не видит различие между эксплуатацией индейцев помещиками и их угнетением новыми властями.
Главная героиня романа «Рехина Ланда» (исп. Regina Landa, 1939) — дочь генерала, которая после его смерти оказывается в гуще бессмысленной и пошлой суеты режима нового президента Ласаро Карденаса. Примечательно, что теперь критика относилась к периоду в истории Мексики, известному прогрессивными изменениями. Как ещё более жалкий и уродливый мир Асуэла описывает собрание группы коммунистов — художников и писателей — которое посещает Рехина. По замечанию Луиса Леаля, в романе «отразились не только непонимание Асуэлой определённых социальных и политических проблем, но и множество его предрассудков».
Характерной чертой романов Асуэлы 40-х гг. становится возрастающая ненависть писателя к существующему строю. Подобный настрой отражён в романе «Передовая» (исп. Avanzada, 1940), одной из тем которого является конфликт неграмотной массы рабочих и профсоюзных демагогов, коррумпированных Карденасом. Героями другого романа этого периода — Новая буржуазия (исп. Nueva burgesia, 1941) — становятся жители многоквартирного дома в Мехико. В отличие от предыдущих романов Асуэлы тут нет ни изображения общественных событий, ни критики существующих порядков. Жители дома не имеют никаких интересов кроме материальных, они одинаково ничтожны или несчастны.
В это десятилетие Асуэла написал ещё пять романов, два из которых вышли в печать уже после его смерти. В посмертно изданном романе «Проклятие» снова нашли место антиурбанистические взгляды Асуэлы, описывающие пороки столичного общества. Однако столь же мрачно здесь описана и сельская жизнь. Последний роман Асуэлы «Та же кровь» стал своеобразным финалом его творчества — его действие проходит там же, где и в первом романе писателя «Бурьян». Помещик Андраде предстаёт здесь разорённым революцией стариком, символом торжества исторической справедливости. Однако на его место заступают представители послереволюционной буржуазии.

## Произведения Мариано Асуэлы

### Романы
- María Luisa (1907), Мария Луиса.
- Los fracasados (1908), Побежденные.
- Los triunfadores (1909), Победители.
- Mala yerba (1909), Бурьян.
- La rueda del aire (1908), Колеса из воздуха.
- Andrés Pérez, maderista (1911), Андрес Перес — мадерист.
- Los de abajo (1915), Те, кто внизу.
- Los caciques (1917), Касики.
- Las moscas (1918), Мухи.
- Las tribulaciones de una familia decente (1918), Невзгоды в достойной семье.
- La malhora (1923), Злодейка.
- El desquite (1925), Возмездие.
- La luciérnaga (1932), Светлячок.
- El camarada Pantoja (1937), Товарищ Пантоха.
- San Gabriel de Valdivias (1938), Сан-Габриэль де Вальдивиас.
- Regina Landa (1939), Рехина Ланда.
- Nueva burgesia (1941), Новая буржуазия.
- Sendas perdidas (1949), Потерянные тропы.
- La maldición (1955), Проклятие (посмертно).
- Esa sangre (1956), Та же кровь (посмертно).

### Эссе
- Cien años de novela mexicana (1947), Сто лет мексиканского романа.